# Fernando Balda
Fernando Marcelo Balda Flores (Guayaquil, 3 de agosto de 1971) es un político ecuatoriano conocido por haber cometido supuestas injurias contra Rafael Correa y cercanos a él, sin embargo, en 2018 sigue un juicio contra del exmandatario por un supuesto secuestro en Bogotá en 2012 para ser deportado a Ecuador. En julio de 2018 Ecuador pidió la extradición de Correa desde Bélgica, siendo su juicio el primero que ha logrado esto contra el exmandatario.

## Biografía
Fernando Balda nació en Guayaquil el 3 de agosto de 1971. Estudio y se graduó en el desaparecido Centro Educativo Bilingüe y Particular San Judas Tadeo, institución de clase media ubicado en el norte de Guayaquil. No asistió a la universidad pero se considera autodidacta. Inició su carrera política en el 2006 cuando decidió integrarse en el recién creado Movimiento Alianza País. Inicio en este movimiento aglutinando organizaciones, sobre todo agropecuarias, a la campaña de Rafael Correa y cuando este último ascendió al poder fue nombrado asesor de la gerencia del Banco del Fomento cargo que ejercería hasta febrero de 2008.
En el 2008 deja el que ya era el movimiento oficialista ante una discusión que recayó principalmente en la conformación de las directivas locales del partido, y acusando al gobierno de Rafael Correa de haber incumplido sus ofertas de campaña. Desde ese momento se une al partido de Lucio Gutiérrez, Sociedad Patriótica, donde inició su oposición al régimen. En el 2009 sería candidato a la Asamblea por este último partido sin obtener un curul. Sufriría tres demandas penales por sus comentarios contra el gobierno.
Tendría que huir del país hacia Colombia mientras en su país, el 24 de agosto del 2010, sería declarado culpable de injuriar al gobiernista Óscar Herrera y condenado a cumplir dos años de prisión. Para que cumpliera esta condena sería extraditado en Bogotá en julio de 2012 y deportado al Ecuador el 10 de octubre. Sería liberado el 28 de agosto de 2014 pero luego lo apresaron por una causa de alimentos por la cual se mantendría arrestado hasta el 30 de octubre.
El 12 de julio de 2016 se desafilia de Sociedad Patriótica y al siguiente día forma el colectivo Unidad, Cambio y Progreso (UCP), una nueva propuesta de unidad de fuerzas políticas para las elecciones del siguiente año, esto debido a las diferencias que tuvo con Sociedad Patriótica con relación a tal proceso electoral. Luego de un tiempo, el UCP se transformó en el Gran Acuerdo Nacional (GANA) que se fusionó con el movimiento LIbertad es Pueblo (LEP) del hermano de Lenín Moreno, Gary.
Desde el 3 de abril de 2013 dio inicio a su denuncia de presunto secuestro por el régimen de Correa. A partir de la salida de Correa del poder el caso comenzó a avanzar llegando a ser vinculado el expresidente a inicios de julio de 2018, donde la justicia ecuatoriana ha pedido la extradición de Correa.
Para las elecciones 2021, anunció su precandidatura para la presidencia por parte del LEP, organización que sería suspendida por el Consejo Nacional Electoral (CNE) el 19 de julio de 2020. Durante su precampaña, declaró que iba a poner la bandera china con un murciélago en el Palacio de Carondelet, haciendo referencia a la pandemia de coronavirus, en su primer día como presidente y que iba a instalar una base militar ecuatoriana en Taiwán.
Está casado con Vanesa Casteló y tiene 6 Hijos.